# Slip of the Tongue
Slip of the Tongue — музичний альбом гурту Whitesnake. Виданий 18 листопада 1989 року лейблом EMI,Geffen Records. Загальна тривалість композицій становить 46:47. Альбом відносять до напрямку хард-рок, хеві-метал, блюз-рок, глем-метал. 

## Список пісень
1. «Slip of the Tongue» — 5:20
2. «Cheap an' Nasty» — 3:28
3. «Fool for Your Loving» — 4:10
4. «Now You're Gone» — 4:11
5. «Kittens Got Claws» — 5:00
6. «Wings of the Storm» — 5:00
7. «The Deeper the Love» — 4:22
8. «Judgment Day» — 5:15
9. «Slow Poke Music» — 3:59
10. «Sailing Ships» — 6:02

## Сингли
- "Fool For Your Loving"
- "Slip of the Tongue"
- "Now You're Gone"
- "The Deeper the Love"
- "Slow Poke Music"